# Verdrag van Kopenhagen (1709)

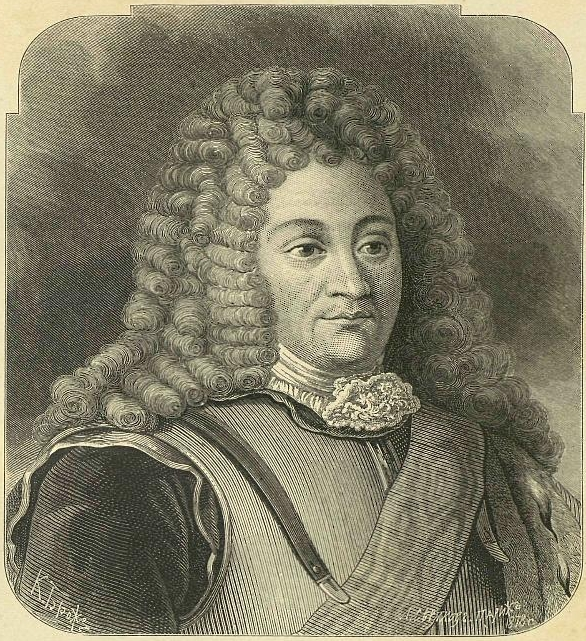
Dolgorukov (Dolgoruky)

Het Verdrag van Kopenhagen was een verdrag waarmee op 22 oktober 1709, tijdens de Grote Noordse Oorlog, het keizerrijk Rusland en het koninkrijk Denemarken en Noorwegen hun bondgenootschap vernieuwden. 
Het vorige bondgenootschap tussen het koninkrijk Denemarken en Noorwegen en Zweden, dat was vastgelegd in de Vrede van Traventhal, was beëindigd verklaard door Karel XII van Zweden. Vasily Lukich Dolgorukov tekende namens Rusland het verdrag.